# レインボウズ (バンド)
レインボウズ（独: Die Rainbows）は1960年代のドイツのロックバンド。代表曲「バラ・バラ」で知られる。

## メンバー
- ヘルムート・ミュンスター Hartmut Munster - Guitar
- ロルフ・シュローダー Rolf Schroder - Guitar/Vocal
- ホルスト・リポック Horst Lippok - Bass
- ディーター・ハインツ Dieter Heinze - Drums

## 来歴
1963年、西ドイツのベルリンで結成されたザ・ハリケーンズが前身。1965年、メンバーチェンジ後レインボウズに改名。地元のクラブPlayed 66で人気を博し、ドイツCBSからデビュー。ベーシストのホルスト・リポックが英語詞で書いたデビュー曲「バラ・バラ（Balla Balla）」が本国と日本で大ヒットした。
ギターを背面弾きしたり、肩車をしながら演奏するなどコミカルなステージを繰り広げた。アイドル的な人気もあり、1966年のドイツの音楽雑誌の若者による人気投票では、ビートルズ、ローリング・ストーンズに次いで第3位だった。
1968年10月に解散。1980年代以降、ミュンスターとハインツを中心に何度か再結成している。

## ディスコグラフィー（日本）

### シングル
- バラ・バラ／ジュ・ジュ・ハンド（1967年2月）
- 恋のビート（It Must Be Love）／シックスティーン・ロック（Sweet Little Sixteen）（1967年6月）
- 恋のキメ手（Say Won't You Be My Girl）／フォア・ボーイズ・イン・ミュージック（1967年8月）

### アルバム
- バラ・バラ〜レインボウズとコンチネンタル・ロックを踊ろう（1967年6月）

## ディスコグラフィー（ドイツ）

### シングル
- Balla Balla/Ju Ju Hand (1965)
- Kommando Pimperle/Ich Weine Dir Nicht Nach (1966)
- Rotkariete Petersilie/Tubon (1966)
- It Must Be Love/Say Won't You Be My Girl (1966)
- Don't Cry/Four Boys In Music (1967)
- A Walk To Paris/I Hold You Tight (1967)
- Wanted/I'm Singing Quietly (1967)

### アルバム
- THE RAINBOWS (1966)